# جوزف اسرائیلز
جوزف اسرائیلز (به هلندی: Jozef Israëls)، نقاشِ پرآوازهٔ یهودی‌تبار هلندی و از بنیان‌گذاران مکتب لاهه بود. از وی با عنوان «معتبرترین نقاش هلندی در نیمهٔ دوم سده نوزدهم» یاد می‌شود.
وی پدر اسحاق اسرائیلز، نقاش امپرسیونیست هلندی است.